# (239672) SOFIA
(239672) SOFIA est un astéroïde de la ceinture principale.

## Description
(239672) SOFIA est un astéroïde de la ceinture principale. Il fut découvert le 21 décembre 2008 à Calar Alto par Felix Hormuth. Il présente une orbite caractérisée par un demi-grand axe de 2,85 UA, une excentricité de 0,10 et une inclinaison de 10,3° par rapport à l'écliptique.